# Wendisch Rietz
Wendisch Rietz (lågsorbiska: Rěc) är en kommun och semesterort i östra Tyskland, belägen i Landkreis Oder-Spree i förbundslandet Brandenburg, vid södra änden av sjön Scharmützelsee cirka 60 km sydost om Berlin. Kommunen administreras som en del av kommunalförbundet Amt Scharmützelsee, vars säte ligger i den närbelägna orten Bad Saarow. Orten är sedan 2001 en av Brandenburgs officiella rekreationsorter.

## Geografi
Orten ligger vid södra stranden av sjön Scharmützelsee sydost om Berlin, Brandenburgs största insjö.

## Historia
Ortnamnet är av slaviskt ursprung och tros komma från Riecz som betyder dike eller å. Under Nazityskland döptes orten om till Märkisch Rietz men återfick 1945 det tidigare namnet.

## Näringsliv
Turism och vattensport är en viktig näring i orten, som har en småbåtshamn, båtuthyrning, en campingplats samt flera stugbyar, pensionat och hotell.